# 龙山镇站
龙山镇站，位于中华人民共和国福建省漳州市南靖县龙山镇涌北村，是龙厦铁路上的高铁站，于2012年6月30日启用营运，南昌铁路局管辖。龙山镇站是福建省首个以镇命名的车站。

## 車站周邊
- 涌北小学
- 涌口村卫生所

## 歷史
- 2012年6月30日通车启用。

## 外部連結
- 中国铁路客户服务中心 （页面存档备份，存于）